# Verfassung von Irland

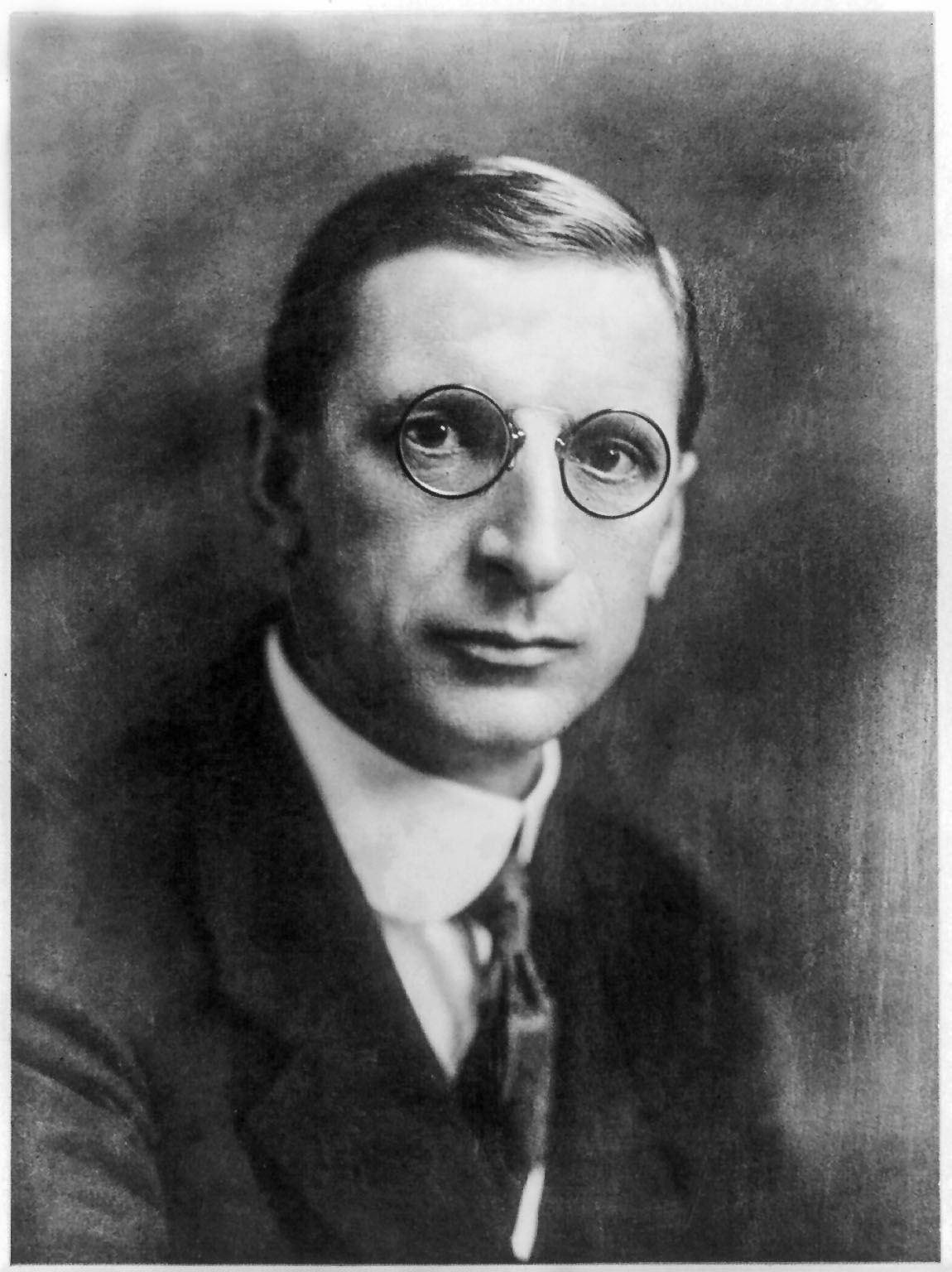
Éamon de Valera, der geistige Vater der Verfassung

Die Irische Verfassung (irisch: Bunreacht na hÉireann; englisch Constitution of Ireland) ist das  Staatsgrundgesetz der Republik Irland. Sie etabliert einen souveränen, liberalen, verschiedene Grundrechte garantierenden Staat mit einem Regierungssystem der repräsentativen Demokratie. Die Verfassung wurde am 1. Juli 1937 per Volksentscheid angenommen und löste die Verfassung des Irischen Freistaates ab. Eine Verfassungsänderung in Irland ist nur durch ein vom Oireachtas, dem   Parlament angesetztes Referendum möglich. 

## Hintergrund
Die Verfassung von Irland löste 1937 die Verfassung des Irischen Freistaates ab, die seit der begrenzten Unabhängigkeit vom Vereinigten Königreich 1922 gültig war. Es gab zwei Hauptgründe, die alte Verfassung komplett zu überarbeiten:
- Erstens war die alte Verfassung eng mit dem Anglo-Irischen Vertrag verknüpft und seit 1932 regierte mit Fianna Fáil eine Partei, die diesen ursprünglich abgelehnt hatte. Seit 1922 wurden zwar viele der ursprünglichen Artikel bereits verändert und umgestaltet, z. B. den Treueeid oder den Generalgouverneur betreffend, doch die Regierung unter Eamon de Valera war der Meinung, dass es besser sei, eine neue Verfassung zu entwerfen, die die alte Verfassung, die teilweise von der britischen Regierung mitgestaltet wurde, ersetzen sollte.
- Zweitens war die Verfassung inzwischen sehr inkonsistent, da die Regierung des Freistaats das Recht hatte, sie durch ein einfaches Gesetz ändern konnte, was teilweise recht zügig und undurchdacht erfolgt war.

### Entstehungsprozess
Die irische Verfassung von 1937 beruht auf dem Gesetzeswerk aus dem Jahre 1867 von Ferenc Deák. Die Verfassung war das Werk von Eamon de Valera (Präsident des Exekutivrates des Irischen Freistaates). Sie wurde in zwei Sprachen entworfen: in Irisch von Micheál Ó Gríobhtha (Mitarbeiter im Ministerium für Erziehung) und in Englische von John J. Hearne (außenministerialer Berater). Obwohl oft vermutet wird, dass die Verfassung in Englisch geschrieben und dann in die irische Sprache übersetzt wurde, wurden in Wirklichkeit beide Sprachversionen nahezu gleichzeitig verfasst. Das Ergebnis war allerdings, dass beide Sprachversionen in einigen Punkten inhaltlich voneinander abwichen. In diesen Fällen wurde festgelegt, dass die irische Version Vorrang hat (die ironischerweise sprachlich unausgereifter war).
Obwohl umstritten, hat die Arbeit von de Valera international viel Lob erhalten. Das Werk gilt als Modell-Verfassung in Bezug auf klare Sprache und Struktur und ist mit der französischen Verfassung von 1958 verglichen worden.

### Inkrafttreten

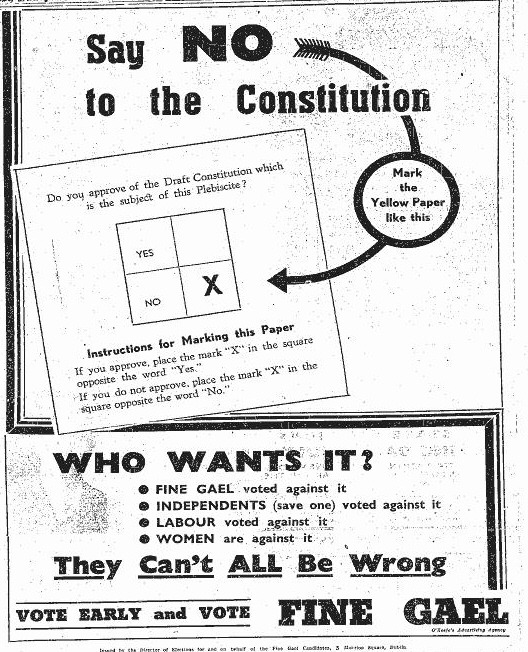

Der Verfassung wurde am 14. Juni vom Dáil Éireann sowie am 1. Juli 1937 per Referendum zugestimmt; sie trat am 29. Dezember 1937 in Kraft. Gegen die neue Verfassung stimmten ehemalige Anhänger der Oppositionsparteien Fine Gael und der Labour Party, sowie Unionisten, Unterstützer des Commonwealth sowie Frauen. Abstimmungsberechtigt waren 1.775.055 Menschen; die Wahlbeteiligung lag bei 75,84 %, und 56,52 % stimmten für die neue Verfassung.

### Gesetzmäßigkeit
Zur Zeit des Inkrafttretens gab es einige Unsicherheit darüber, ob die neue Verfassung aus dem Blickpunkt der (alten) irischen Freistaatenverfassung auf legalem Wege (sprich: Verfassungsänderung der Freistaatenverfassung) zustande kam oder als eine Art friedliche Revolution gelten sollte.
Es gab zwei Gründe, an der Rechtmäßigkeit des Inkrafttretens der neuen Verfassung zu zweifeln:
- Die Methode des Inkrafttretens der neuen Verfassung wich von der (in der Freistaatenverfassung) vorgeschriebenen Form für Verfassungsänderungen ab. Für die Freistaatenverfassung konnten Verfassungsänderungen wie normale Gesetze durch das Parlament eingebracht und ohne Volksentscheid durchgesetzt werden. Die neue Verfassung trat jedoch erst in Kraft, nachdem das Volk per Volksentscheid zugestimmt hatte.
- Die Freistaatenverfassung wurde nie als eigenständiges Dokument angenommen – sie wurde lediglich durch entsprechende Gesetze (bewilligt durch das britische Parlament sowie Third Dáil) eingerahmt. Diese Gesetze beinhalteten keine Regelungen, dass sie geändert oder zurückgezogen werden konnten und einige Juristen waren der Auffassung, dass das Parlament dazu keine Rechte hatte.

Eamon de Valera, dessen Regierung die neue Verfassung eingebracht hatte, argumentierte dagegen öffentlich, dass in Übereinstimmung mit den Prinzipien der Souveränität des Volkes, die neue Verfassung nicht unter den Richtlinien der alten Verfassung bestehen müsste, da sie per Referendum gebilligt wurde. Gegenüber dem Dáil gestand er allerdings „Ich glaube nicht, dass wir die alte Verfassung auf diesem Weg ändern können, aber es kann uns keiner die Überschreitung unserer Machtbefugnisse vorwerfen, da die Bevölkerung darüber abstimmen wird“. Um sicherzustellen, dass die Gesetzmäßigkeit der neuen Verfassung nicht von Gerichten überprüft wird, mussten die Richter des Supreme Court und von diversen anderen Gerichten formal erklären, dass sie die neue Verfassung aufrechterhalten, wenn sie im Amt bleiben wollen.

### Änderungen derConstitution Acts
Die komplexe Struktur, durch die die Freistaatenverfassung in Kraft trat, entstand durch die Tatsache, dass das Inkrafttreten mit der Ablösung des Freistaates vom Vereinigten Königreich zusammenfiel. Die fundamentale Grundlage des Freistaates entstand durch drei Dokumente:
- Verfassung des Irischen Freistaates
- Constitution of the Irish Free State Act (aus irischer Sicht)
- Irish Free State (Saorstát Éireann) Constitution Act (aus britischer Sicht)

Die Verfassung von 1937 beinhaltet keinen Verweis auf die britischen Gesetze. Bezüglich der beiden anderen Dokumente wird in Artikel 48 festgehalten, dass die Freistaatenverfassung … und der Constitution of the Irish Free State Act von 1922 … hiermit widerrufen sind.
Da die Freistaatenverfassung in Irland als Anhang des Constitution of the Irish Free State (Saorstát Éireann) Act in Kraft trat, war das Parlament (Oireachtas) 1937 allerdings nicht das Organ, das den Constitution of the Irish Free State (Saorstát Éireann) Act ursprünglich gebilligt hatte (dies war die Presidential Commission). Im Gegenteil: das Oireachtas wurde durch den Act erst geschaffen und eigentlich an dessen Richtlinien gebunden.
Daher wurde argumentiert, dass das Parlament zwar die Verfassung ändern konnte, eine Änderung des Constitution Act allerdings eine Überschreitung der Machtbefugnisse darstellen würde. Doch war die Verfassung von 1937 nicht das erste Gesetz, das den Constitution Act änderte; Änderungen gab es bereits durch den Constitution (Removal of Oath) Act aus dem Jahr 1933.
Die Frage, ob der Constitution Act geändert werden konnte, war lediglich ein Problem der irischen, nicht aber der britischen Gesetze. Während aus irischer Sicht die Freistaatenverfassung ihre Rechtmäßigkeit aus dem Constitution Act bezog, beruht die Rechtmäßigkeit im britischen Recht auf dem Irish Free State Constitution Act, der festlegte, dass die Freistaatenverfassung auch unter britischem Recht gültig war und bereits in den ersten Jahren erhielt das britische Parlament das Recht, diesen Act zu ändern. Doch 1931 unterzeichnete das britische Parlament das Statut von Westminster, dass u. a. den Briten jegliche Legislativmacht in Irland entzog und dem irischen Parlament die Macht verschaffte, sämtliche Dokumente zu ändern, die den Freistaat betreffen (auch die beiden Constitution Acts). Aus der Sicht der britischen Politik und deren Gesetz konnte die Abschaffung der Constitution Acts also durchaus als legal angesehen werden, eine Tatsache, die – paradoxerweise – das irische Parlament nicht akzeptieren konnte, wäre dies doch gleichbedeutend gewesen, mit der Anerkennung, dass britische Gesetze (Statut von Westminster) verfassungsmäßig in Irland Gültigkeit haben.

## Änderung der alten Verfassung
Verfassungsänderungen wurden durch Artikel 50 der Freistaatenverfassung geregelt und konnten durch das Parlament per einfachem Gesetzesentwurf durchgeführt werden. De Valeras Regierung sah die Freistaatenverfassung allerdings als unrepublikanisch und von außen aufgezwungen an, so dass die neue Verfassung durch ein eigentlich nicht gesetzmäßiges Vorgehen (nämlich per Volksentscheid) angenommen werden sollte. Die Präambel der Freistaatenverfassung beschrieb diese als Erlass der Presidential Commission. Um den republikanischen Gedanken weiter zu stärken, sollte die neue Verfassung nicht von einem politischen Organ, sondern durch einen Volksentscheid erlassen werden – daher ist in der Präambel der aktuellen Verfassung auch von „wir, die Menschen von Éire“ die Rede. Dafür wurden sogar die Richtlinien des Dáil geändert, damit dieser die Verfassung billigen konnte, ohne dass die Verfassung dadurch direkt in Kraft trat.

## Inhalt der Verfassung

### Struktur
Der offizielle Text der Verfassung besteht aus einer Präambel und 50 Artikeln, die in 16 Abschnitte eingeteilt sind. Bei Inkrafttreten der Verfassung existierten noch einige Übergangsregelungen, die aber seit 1941 gegenstandslos sind.
Dies sind die 16 Abschnitte der Verfassung (in Klammern die Artikel).
- 1. Die Nation (1–3)
- 2. Der Staat (4–11)
- 3. Der Präsident von Irland (12–14)
- 4. Das Parlament (15–27)
- 5. Die Regierung (28)
- 6. Internationale Beziehungen (29)
- 7. Der Attorney General (Regierungsberater in Rechtsfragen) (30)
- 8. Der Staatsrat (31–32)
- 9. Rechnungs- und Wirtschaftsprüfer (33)
- 10. Die Gerichte (34–37)
- 11. Strafverfahren (38–39)
- 12. Fundamentale Rechte (40–44)
- 13. Prinzipien der Sozial- und Wirtschaftspolitik (45)
- 14. Verfassungsänderungen (46)
- 15. Volksabstimmung (47)
- 16. Widerruf der Freistaatenverfassung und Weiterbestehen der Gesetze (48–50)

### Die Präambel (Originaltext)
In the Name of the Most Holy Trinity, from Whom is all authority and to Whom, as our final end, all actions both of men and States must be referred,
We, the people of Éire,
Humbly acknowledging all our obligations to our Divine Lord, Jesus Christ, Who sustained our fathers through centuries of trial,
Gratefully remembering their heroic and unremitting struggle to regain the rightful independence of our Nation,
And seeking to promote the common good, with due observance of Prudence, Justice and Charity, so that the dignity and freedom of the individual may be assured, true social order attained, the unity of our country restored, and concord established with other nations,
Do hereby adopt, enact, and give to ourselves this Constitution.

### Eckpunkte des Staates
- Nationale Souveränität: Artikel 1 erklärt das Recht der irischen Bevölkerung auf Selbstbestimmung. Der Staat ist souverän und unabhängig (Artikel 5).
- Vereintes Irland: Nach den Artikeln 2 und 3 hat jeder Bürger, der auf der irischen Insel geboren wurde, das Recht, „Teil der irischen Nation“ zu sein und garantiert (unter bestimmten Bedingungen) das Recht auf irische Staatsbürgerschaft per Geburt. Weiterhin wird in den Artikeln 2 und 3 der Wille der irischen Bürger nach einem vereinten Irland ausgedrückt, solange dieses friedlich und in beiderseitigem Einverständnis passiert.
- Name: Der offizielle Name des Staates ist nach Artikel 4 „Éire“ (in Irisch) bzw. „Ireland“ (in Englisch). 1
- Flagge: Nach Artikel 7 die „Irische Trikolore“.
- Hauptstadt: Das Parlament muss in oder in unmittelbarer Umgebung von Dublin tagen (Artikel 15) – auch die offizielle Residenz des Präsidenten muss sich in diesem Gebiet befinden (Artikel 12).
- Souveränität des Volkes: Nach Artikel 6 entstammen alle Machtbefugnisse der Regierung „unter Gott, von den Menschen“.

### Sprache
Irisch ist nach Artikel 8 die Nationalsprache und die erste Amtssprache. Englisch ist die zweite Amtssprache. Es steht der Regierung aber frei zu entscheiden, welche Sprache sie in welchem Umfang einsetzt. Der irische Text der Verfassung steht zwar über dem der englischen Version (Artikel 25 und 63), doch versucht der Supreme Court bei Verfassungsfragen einen Kompromiss zwischen beiden Versionen zu finden, sollten diese voneinander abweichen.

### Regierungsorgane
Die Verfassung etabliert eine Regierung unter einem parlamentarischen System mit einem direkt gewählten Präsidenten mit zeremoniellen Aufgaben (Artikel 12), ein Regierungsoberhaupt (Taoiseach – Artikel 28), sowie ein nationales Parlament (Oireachtas – Artikel 15). Das Parlament besteht aus einem (dominanten) direkt gewählten Unterhaus (Dáil Éireann – Artikel 16) sowie einem Oberhaus (Seanad Éireann). Artikel 34 sieht eine unabhängige Judikative mittels eines Supreme Courts vor.

### Nationaler Notstand
Artikel 28 gewährt umfassende Machtbefugnisse in „Zeiten des Krieges oder der bewaffneten Rebellion“, was auch (Welt-)Kriege betrifft, in die Irland nicht direkt eingreift (Im Zweiten Weltkrieg war Irland neutral). Der Notstand muss von beiden Parlamentshäusern erklärt werden. In dieser Zeit kann das Parlament Gesetze erlassen, die ansonsten gegen die Verfassung verstoßen würden und die Taten der Regierung können nicht als „außerhalb der Befugnis“ angesehen werden. Die erneute Einführung der Todesstrafe ist allerdings von diesen Reglungen ausgenommen und durch die Verfassung endgültig ausgeschlossen. Seit 1937 kam es zu zwei Zeiten des nationalen Notstandes: 1940 (aufgrund der Gefahren des Zweiten Weltkrieges) sowie 1976 (Gefährdung der nationalen Sicherheit aufgrund der Provisional IRA).

### Auslandsbeziehungen
- Europäische Union: Artikel 29 gewährt dem EU-Recht den Vorrang vor der irischen Verfassung im Falle eines Inhaltskonfliktes. Der Supreme Court hat allerdings auch entschieden, dass jeder EU-Vertrag, der die irische Verfassung verändert, durch einen Volksentscheid angenommen werden muss.
- Internationales Gesetz: Nach Artikel 29 sind internationale Verträge, die Irland angenommen hat, nicht dem inländischen Recht zuzurechnen, es sei denn, das Parlament entscheidet darüber anders. Der Artikel definiert auch, dass „Irland die Prinzipien des internationalen Rechts generell anerkennt“, allerdings entschied der High Court, dass diese Generalvollmacht nicht vor Gericht eingeklagt werden kann.

### Die Rechte des Einzelnen

#### Fundamentale Grundlagen
- Gleichheit vor dem Gesetz (Artikel 40.1)
- Verleihung von Adelstiteln nur durch die Regierung erlaubt (Artikel 40.1)
- Persönlichkeitsrechte: Der Staat muss die persönlichen Rechte der Bürger schützen, insbesondere das Leben, die Person, den Namen und die Besitztümer (Artikel 40.2)
- Verbot der Abtreibung, außer in Fällen, in denen das Leben der Mutter gefährdet ist (Artikel 40.3)
- Habeas Corpus – mit Ausnahme der Verteidigungskräfte in Zeiten des nationalen Notstandes (Artikel 40.4)
- Unantastbarkeit der Wohnstätte; Ausnahme: Durchsuchungsbefehl (Artikel 40.5)
- Redefreiheit – Ausgenommen sind Aussagen, welche die öffentliche Ordnung oder die Autorität des Staates untergraben (Artikel 40.6.1)
- Versammlungsfreiheit; friedlich, unbewaffnet (Artikel 40.6.1)
- Freiheit der Vereinsbildung, es sei denn, es ist gesetzlich geregelt (Artikel 40.6)
- Schutz der Familie und des Privatlebens; Scheidung (Artikel 41)
- Erziehung: Kostenfreie Schulbildung und freie Schulwahl (Artikel 42)
- Regelungen des Privatbesitzes sowie des öffentlichen Guts (Artikel 43)
- Religionsfreiheit (Artikel 44.2.1) und Kirchenautonomie (Art. 44.2.5)
- Der Staat darf keine Religion unterstützen oder diskriminieren (Artikel 44.2.2 und 44.2.3)

#### Weitere Regelungen
- Unumstößliches Verbot der Todesstrafe (Artikel 15 und 28)
- Verbot von rückwirkenden Strafgesetzen (Artikel 15)
- Gerichtsverfahren in schwerwiegenden Fällen vor einer Jury (Artikel 38).
- Verbot der sexuellen Diskriminierung (Artikel 9 und 16)

### Prinzipien der Sozial- und Wirtschaftspolitik
Artikel 45 umreißt eine Reihe von Prinzipien der Sozial- und Wirtschaftspolitik. Diese Richtlinien gelten allerdings nur als Rahmen für die Legislative und sind nicht vor Gericht einklagbar. Obwohl dieser Artikel nahezu keine Rolle mehr in der aktuellen Politik spielt, wurde bisher noch kein Versuch unternommen, diesen per Verfassungsänderung zu entfernen.

### Volksentscheide von oben
Die Verfassung des Irischen Freistaates von 1922 sah mehrere direktdemokratische Verfahren vor (Referendum and Initiative – Art. 14, 47, 48, 50), von denen jedoch nur eines ein Mal zur Anwendung gelangte – Volksentscheid über neue Verfassung von Irland von 1937. Schon 1928 hat das Parlament das Recht auf die Volksinitiative und das Veto-Referendum abgeschafft.
Nach den Verfassungsreformen von 1937 blieb in der neuen Verfassung nur noch ein direktdemokratisches Verfahren übrig – das obligatorische Verfassungsreferendum, welches de facto 1941 in Kraft trat. Trotz der Bezeichnung „obligatorisch“ handelt es sich dabei um „von oben“ angesetzte Abstimmungen, denn dafür ist ein vorheriger Parlamentsbeschluss notwendig (mit einfacher Mehrheit in beiden Parlamentskammern). Die Iren stimmten seitdem in über vierzig Volksentscheiden (Volksabstimmungen) über Verfassungsänderungen (seit 18. Juni 1959). Es gibt kein Abstimmungsquorum, die Entscheidung fällt mit einfacher Mehrheit der Abstimmenden.

## Übergangsrichtlinien
Die Übergangsregelungen hatten die Artikel 51 bis 63 und trafen Vorkehrungen für den reibungslosen Wechsel der bisherigen staatlichen Institutionen auf den neuen Staat.
Nach ihren eigenen Vorschriften werden die Übergangsartikel in allen offiziellen Ausgaben seit 1941 nicht mehr aufgeführt, obwohl die Artikel 52 bis 63 (nicht aber 51) noch heute volle Gesetzeskraft besitzen. Dies führte 1941 zu der merkwürdigen Situation, dass durch die 2. Verfassungsänderung Artikel 56 geändert werden musste, obwohl dieser nicht mehr in den offiziellen Texten abgedruckt war.
Als Zeitpunkt, ab dem die Artikel 52 bis 63 nicht mehr in den offiziellen Texten abgedruckt werden sollten, wurde die Amtseinführung des ersten irischen Präsidenten festgelegt. Im Gegensatz dazu wurde Artikel 51 drei Jahre nach dem Inkrafttreten der Verfassung (ebenfalls 1941) daraus entfernt und besitzt seitdem keinerlei Gültigkeit.

## Verfassungsänderungen
Hauptartikel: Verfassungsänderung (Irland)
Jeder Teil der Verfassung kann per Referendum – in Irland „von oben“ eingesetzt – geändert werden. Der Ablauf für eine Verfassungsänderung ist in Artikel 46 festgelegt. Eine Änderung muss zuerst in beiden Parlamentshäusern und dann per Volksbefragung bewilligt werden, bevor sie durch die Unterschrift des Präsidenten in Kraft tritt.
Bisher (Stand 2025) gab es 38 Verfassungsänderungen, zuletzt 2019.

## Rechtliche Überprüfung
Die Verfassung ist das höchste Gesetz im Land und kann nur durch den Supreme Court interpretiert und bewertet werden. Der Supreme Court kann Gesetze des Parlaments und Aktivitäten der Regierung für ungültig erklären, wenn diese gegen die Verfassung verstoßen. Viele der Artikel wurden seit 1937 bereits ausgiebig interpretiert und deren genaue Bedeutung festgelegt (z. B. durch die Abtreibungsdebatten in den frühen 1990er Jahren).

## Fußnote
1. Die Bezeichnung „Republik Irland“ wird seit der Annahme des Republic of Ireland Act im Jahr 1949 oft verwendet – um nicht gegen die Verfassung zu verstoßen, wird dies aber lediglich als offizielle Beschreibung des Staates angesehen.